# Premonstratenzers

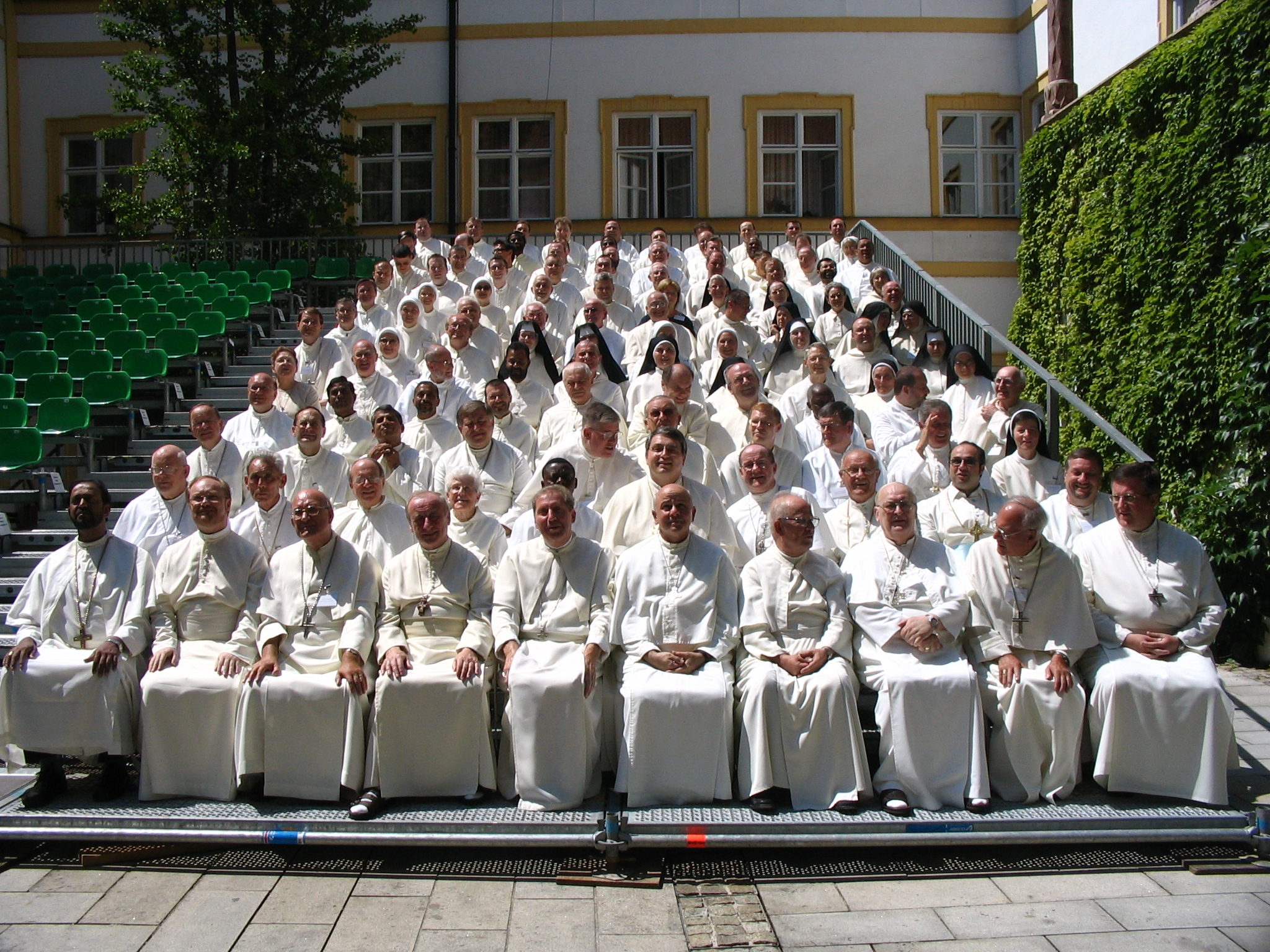
Generaal Kapittel 2006

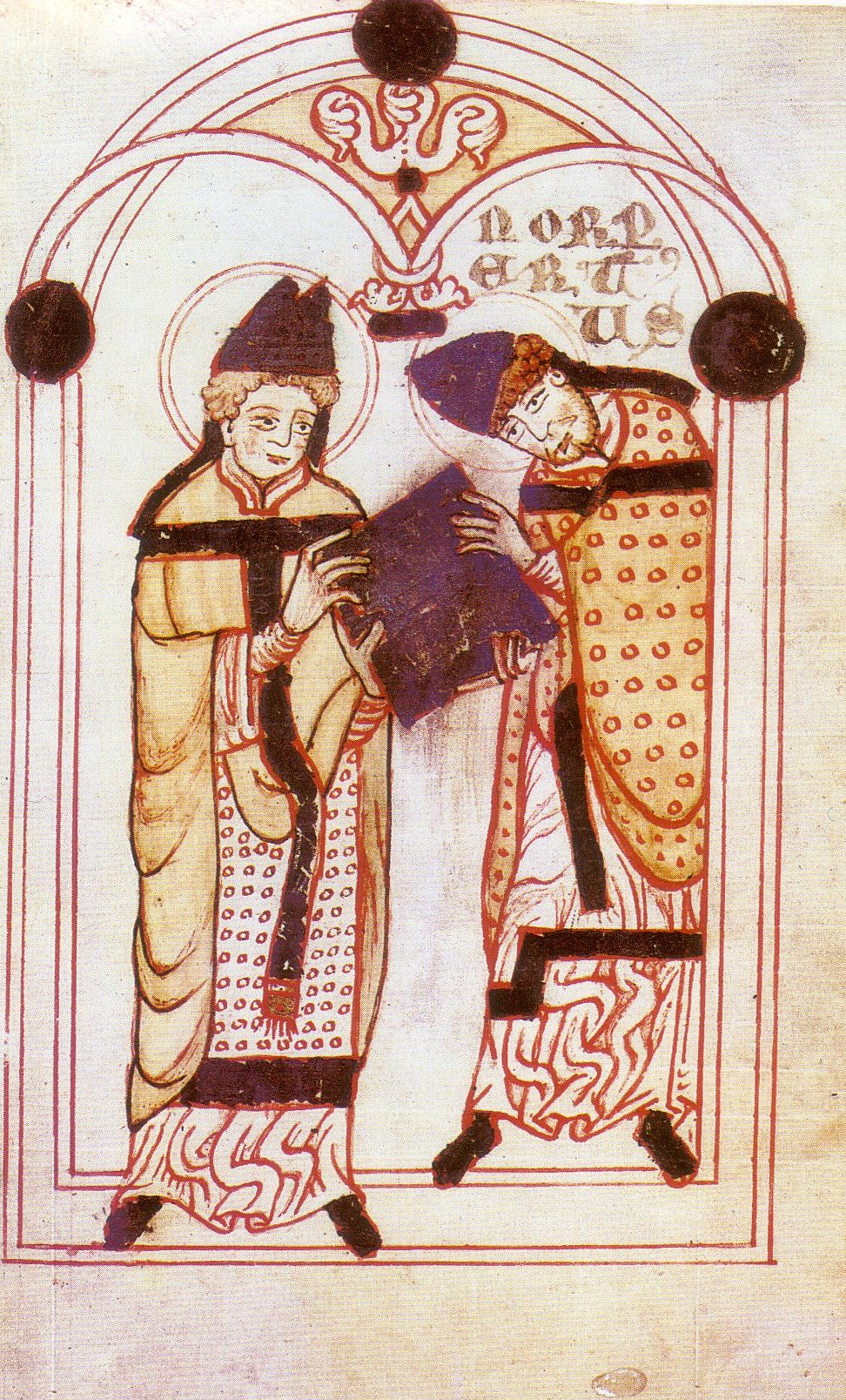
Augustinus geeft Norbertus de ordesregel

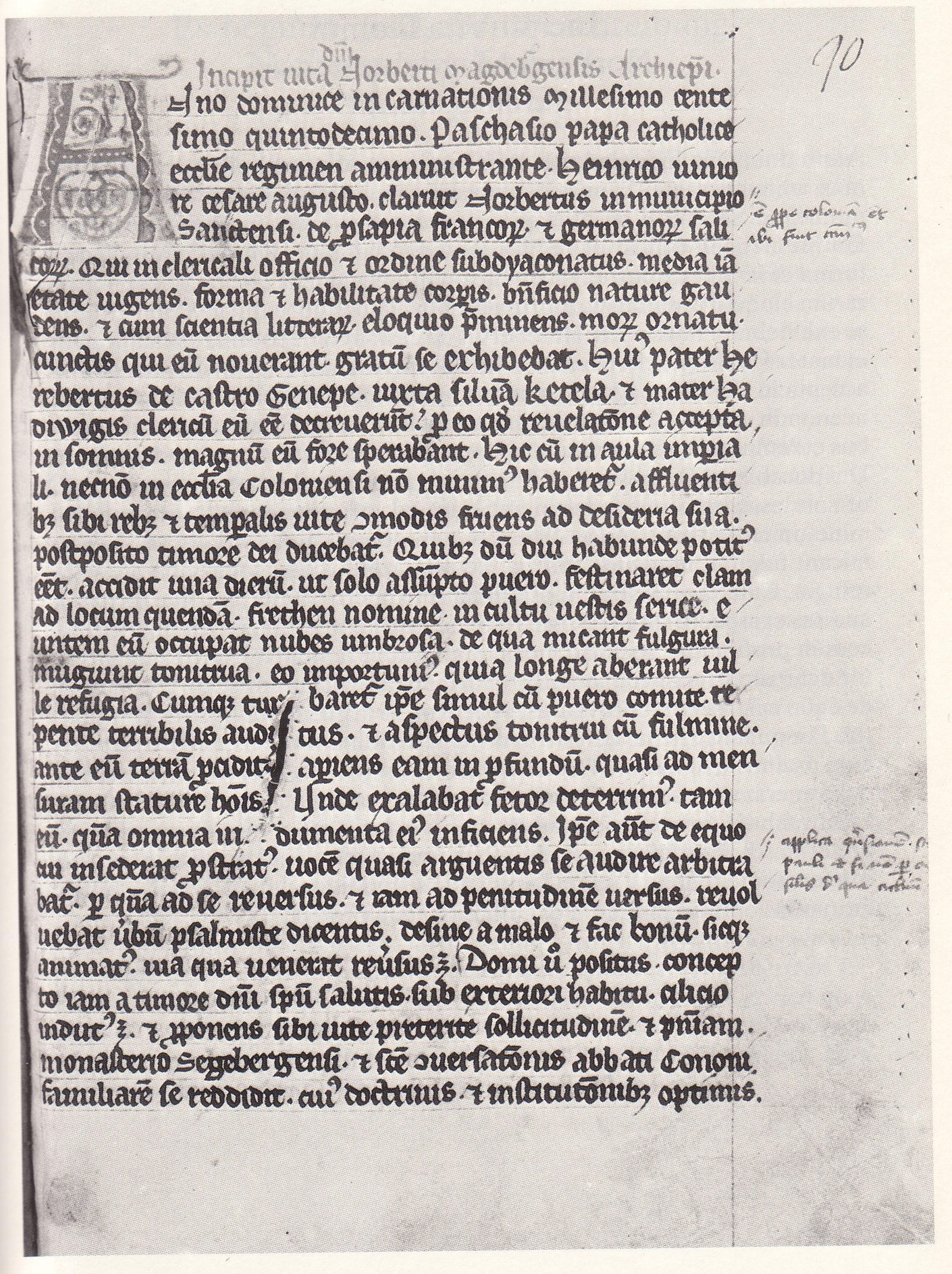
Vita Norberti A over het ontstaan van de orde

De Ordo Canonici Regularis Praemonstratensis (O. Praem.), in het Nederlands premonstratenzers of norbertijnen, is een kloosterorde van reguliere kanunniken van de Orde van Prémontré. De orde kent ook een derde orde voor leken.

## Ontstaan
Deze kloosterorde werd in 1121 door de heilige Norbertus van Xanten gesticht in Prémontré, vanwaar de naam. De orde, die het beschouwende leven en de liturgische dienst verenigt met het actieve leven, zoals zielzorg en onderricht, kwam spoedig tot grote bloei. De Franse Revolutie bracht haar aan de rand van de ondergang: kloosters werden vaak opgeheven, de inwoners verdreven en de gebouwen openbaar verkocht. In de loop van de 19e eeuw kwam zij echter tot herstel.
Norbertijnen worden ook wel witheren genoemd naar hun witte habijt. De norbertijnen leven volgens de regel van Augustinus. Hun leuze luidt ad omne opus bonum paratus ("tot elk goed werk bereid"). De norbertijnen leven niet alleen contemplatief, maar richten zich meer op praktische prediking en zielzorg. Zij bedienen vaak verschillende parochies in de onmiddellijke omgeving van hun abdijen. In de volksmond werden deze pastoors daarom witte pastoors genoemd, in tegenstelling tot de zwarte pastoors (pastoors die rechtstreeks vallen onder een bisschop).
De orde vormde anno 2005 een federatie van 36 zelfstandige canonieën van mannelijke religieuzen. Samen tellen zij wereldwijd ongeveer 1300 leden, verspreid over alle continenten en 26 landen.
De canonieën worden verder ingedeeld in zes circarieën: de Boheemse, de Brabantse, de Hongaarse, de Franstalige, de Duitstalige en de Engelstalige. De Brabantse circarie omvat de abdijen en priorijen in Nederland en Vlaanderen. Tijdens de middeleeuwen waren er veel meer circarieën, zoals Brabantia, Flandria, Florreffia en Frisia in België en Nederland.
De abt-generaal en het centraal ordebestuur zijn gevestigd in Rome. Abten-generaal sinds 1982:
- Marcel van de Ven (Abdij van Berne) van 21 juli 1982 tot 18 april 1996;
- Hermenegild Joseph Noyens (Abdij van Tongerlo) van 17 juli 1996 tot 28 augustus 2003;
- Thomas Handgrätinger (Abdij van Windberg) van 28 augustus 2003 tot 24 juli 2018;
- Jos Wouters (Abdij van Averbode) werd tot abt-generaal gekozen op 24 juli 2018 op het Generaal Kapittel in Rolduc (NL).

De vrouwelijke leden van de norbertijnen hebben naar analogie van de mannelijke leden verschillende benamingen: norbertinessen, premonstratenzerinnen.

## Spiritualiteit
De norbertijnen delen met andere religieuzen de roeping en opdracht om op een bijzondere wijze te getuigen van een leven overeenkomstig het Evangelie, gericht op gemeenschap tussen God en mensen en tussen mensen onderling. De wijze waarop aan deze opdracht vormgegeven wordt vormt de spiritualiteit van een religieuze gemeenschap. De bronnen van de norbertijnse spiritualiteit zijn naast de Bijbel en de traditie, de Regel van St-Augustinus en de idealen van St. Norbertus. Centraal staat ook het gemeenschapsleven. Dit wordt kernachtig aangeduid met het begrip communio. Deze communio geeft het norbertijnse leven een eenheid: zowel gebed, werk, samenleven als pastoraal engagement worden gevoed door het gemeenschapsleven. Centraal staat de dagelijkse viering van het getijdengebed en de eucharistie, waarin elke medebroeder en de gemeenschap in communio treden met Jezus Christus. Verder wordt de verbondenheid ook beleefd in de gezamenlijke maaltijden en de ontspanningsmomenten, in het samenleven en –werken, in gesprek en overleg.
Vanuit de gemeenschap wordt het (pastorale) werk van de medebroeders gedragen, ook als zij niet in de abdij wonen. Waar een norbertijn ook leeft en werkt, hij engageert zich omwille van een zending vanuit zijn abdij. Hij streeft ernaar het gemeenschapsaspect van het (kerk)leven te bevorderen. Ook de mensen waarvoor hij zich inzet wil hij laten delen in de communio.

## Norbertijnen in België en Nederland
Verschillende abdijen werden door Norbertus zelf gesticht. Al erg vroeg, meer bepaald in 1121, stichtte Norbertus de abdij van Floreffe, op verzoek van graaf Robrecht II van Namen. Van hieruit verspreidde de orde zich naar Postel (1138) en Leffe (1152). In 1124 trok Norbertus naar Antwerpen, om daar de leer van Tanchelm te bestrijden. Het lekenkapittel stond hierbij hun kerk aan hem af, waaruit de Sint-Michielsabdij ontstond. Van hieruit werden de abdijen van Tongerlo (1130) en van Averbode (1134) gesticht. De abdij van Grimbergen werd waarschijnlijk ook door Norbertus gesticht, in 1128.
De eerste abdij in hedendaags Nederland, was de abdij van Middelburg in 1128. De abdij van Berne, werd gesticht vanuit de abdij van Mariënweerd in 1134. Naast de stichtingen door Norbertus zelf, Prémontré, Laon en Floreffe, vroegen lokale heersers ook aan andere ordeleden om een abdij op te richten op hun gebied. Zo had de orde al in het midden van de twaalfde eeuw een grote verspreiding. De meeste van deze abdijen waren in hun vroegste fase vaak dubbelkloosters. Het studiehuis van norbertijner studenten stond in Leuven.
De rest van de geschiedenis is er een van pieken en dalen. Regelmatig werden abdijen verlaten en moest uitgeweken worden naar veiliger oorden. De politiek van keizer Jozef II en vooral de Franse overheersing betekenden bijna het einde van de orde. De norbertijnen leefden verspreid als parochiepriesters. Pas na de Belgische onafhankelijkheid openden weer enkele abdijen.

### België
Eind 2017 waren er in Vlaanderen nog 159 norbertijnen, verspreid over de verschillende abdijen. Hiermee vormden zij de tweede grootste groep mannelijke congregationele religieuzen in Vlaanderen.

#### Abdijen en priorijen
- Abdij van Grimbergen, ten noorden van Brussel (1128)
- Abdij van Park in Heverlee bij Leuven (1128)
- Abdij van Tongerlo bij Westerlo (1130)
- Abdij van Averbode bij Scherpenheuvel-Zichem (1134) met de twee priorijen:
  - Sint-Michielspriorij in Brasschaat (1931) (met Sint-Michielscollege)
  - Priorij van Bois-Seigneur-Isaac (1957)
- Abdij van Postel bij Mol, lange tijd een priorij van de Abdij van Floreffe (1138)
- Abdij van Leffe nabij Dinant (1152)

#### Norbertinessen
- Priorij Immaculata te Veerle-Laakdal (1858)
- Abdij van Averbode (voormalig dubbelklooster)
- Abdij van Hélécine (voormalig dubbelklooster)

#### Voormalige abdijen in België en aangrenzend Frankrijk
- Abdij van Floreffe, een gemeente nabij Namen (1121)
- Abdij van Saint-Josse-au-Bois (ca. 1121-1123), verhuisd ca. 1161 en werd Abdij van Dommartin, te Dommartin (Pas-de-Calais)
- Sint-Michielsabdij in Antwerpen (1124-1831)
- Klooster van Gempe in Tielt-Winge (1129)
- Abdij van Heylissem in Heilissem (Haspengouw)
- Abdij van Saint-André-aux-Bois, te Saint-André-au-Bois (Pas-de-Calais) (ca. 1130, verhuisd in 1156)
- Abdij van Licques, te Licques, bij Ardres (1132-1790)
- Abdij van Sint-Nicolaas te Veurne (1135-1797)
- Ninove (enkel overblijfselen en de voormalige abdijkerk) (1137)
- Oude Abdij van Drongen (1138-1797), aanvankelijk opgericht in 1136 in Zalegem bij Vrasene
- Besloten Hof te Herentals (Norbertinessen)
- Abdij van Sint-Joseph te Veurne (Bethanië) (1635-1783) (Norbertinessen)
- Abdij van Petegem-aan-de-Leie (1137), verlaten ongeveer 1200.
- Abdij van Nieuwenrode (1140)
- Abdij van Dielegem (1140), gemeente Jette
- Abdij van Tussenbeek (1148-1783) (Norbertinessen), gemeente Wichelen, bij Schellebelle
- Abdij van Eeuwen (provincie Antwerpen) (1141-1167)
- Abdij Hof ten Vrouwen, te 's Heerwillemskapelle bij Veurne (1176-1179)
- Abdij van Chateaudieu, bij Saint-Amand-les-Eaux, 1155-1793
- Abdij van Diksmuide, 1629-1772, een stichting vanuit Veurne.
- Abdij van Sint-Joseph te Dowaai, 1623-1662
- Abdij van Sint-Blasius te Harchies, bij Bohain (Aisne) (1140-1702)
- Abdij van Macquincourt (Aisne), genoemd in 1212
- Abdij van Mont-Saint-Martin (Aisne), bij Le Catelet (1134-1790)
- Abdij van Sint-Augustinus te Thérouanne /Terwaan(1181-1791) of (1131)
- Abdij van Sint-Quirinus te Vermand (1144-1790)
- Abdij van de Heilige Blasius en Sint-Sebastiaan te Vicogne (Raismes) (1129-1794)
- Abdij van Bonne-Espérance in Vellereille-les-Brayeux, een deelgemeente van Estinnes in de provincie Henegouwen
- Abdij Saint-Feuillien in Le Rœulx

### Nederland

#### Abdij en priorijen
- Abdij van Berne, gesticht in 1134 te Bern, later gevestigd in Heeswijk-Dinther met de twee priorijen:
  - Priorij de Essenburgh in Hierden op de Veluwe en
  - Priorij De Schans in Tilburg.

#### Norbertinessen
- Priorij Sint-Catharinadal in Oosterhout (1271)
- Communiteit Mariëngaard in Hierden (bij Priorij de Essenburgh) is een gemeenschap van vrouwen norbertijnen.

#### Voormalige abdijen en kloosters
- Klooster Ter Apel (vóór 1465)
- Abdij van Middelburg (1128)

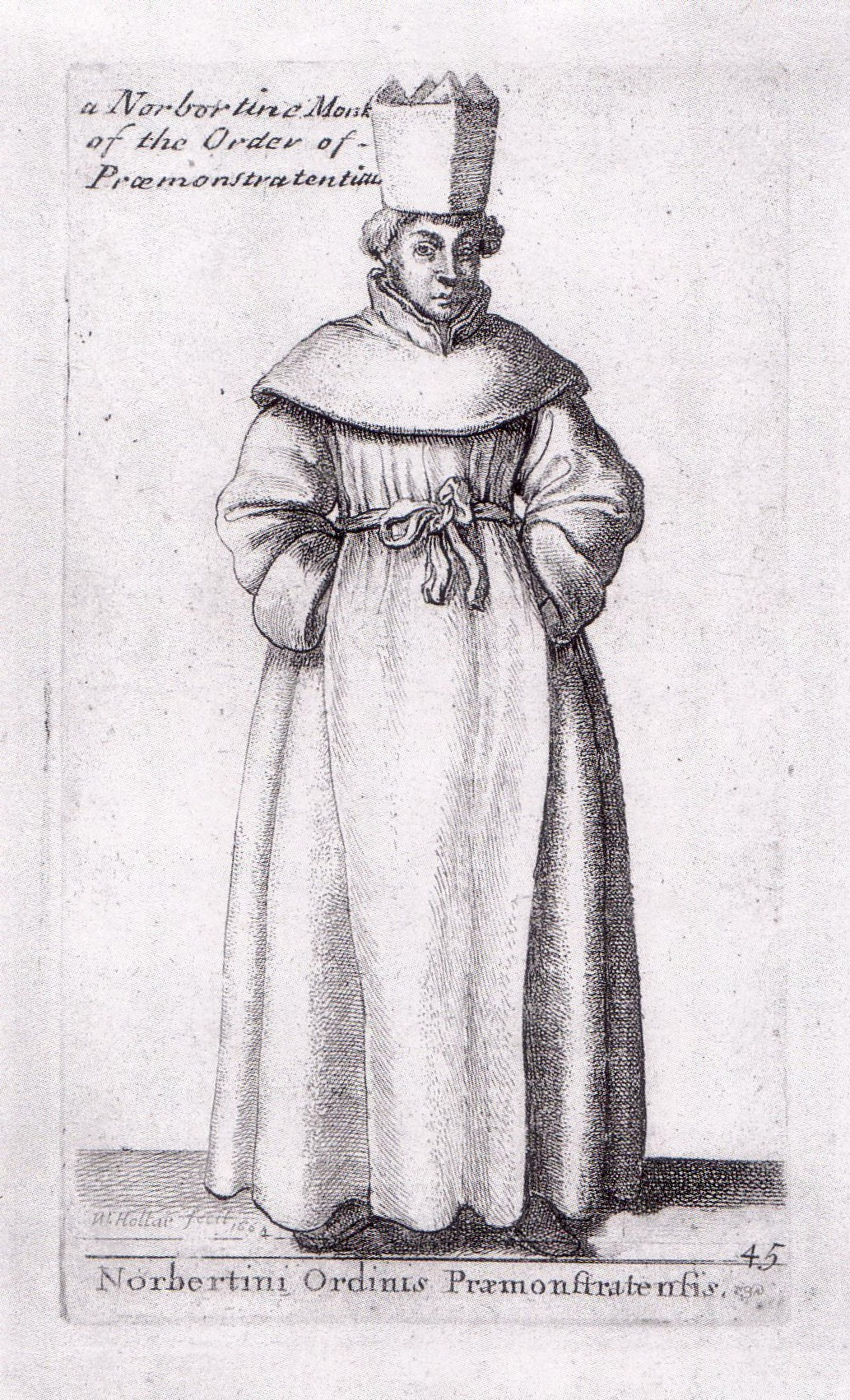
Norbertijn uit 1661

- Norbertijnerabdij Marienweerd bij Beesd (1129)
- Klooster te Woerd bij Altforst (1135)
- Abdij Mariëngaarde te Hallum (1163)
- Sint-Bonifatiusklooster te Dokkum (1163)
- Klooster-Lidlum bij Franekeradeel (1182)
- Klooster Bethlehem te Oudkerk (1170)
- Abdij van Houthem (1172)
- Oldeklooster in de Marne bij Kloosterburen (1175)
- Wijngaard des Heren te Pingjum (1186)
- Klooster Monnikebajum te Baijum (1186)
- Klooster St-Gerlach in Houthem-Sint Gerlach (vóór 1200)
- Nijenklooster in de Marne (1204)
- Klooster Palmaer (1204)
- Priorij van St. Nicolaas te Deventer (1206)
- Klooster Rozenkamp bij Jukwerd (1204)
- Klooster Mons Sinaï te Oosterlee of Asterlo, later Heiligerlee (1204)
- Klooster Bloemhof te Wittewierum (1209)
- Mariënhof te Oldekerk (1214)
- Klooster Zennewijnen (1229)
- Keizerbosch bij Neer (tussen 1230 en 1246)
- Buweklooster bij Drogeham (1246)
- Klooster Zoetendaal in Serooskerke (Veere)
- Klooster Koningsveld in Delft (1252)
- Veenklooster onder Oudwoude (voor 1287)
- Klooster Weerd, Templum Domini of Silva St. Mariae te Morra (voor 1204)
- Klooster Onze Lieve Vrouwe ter Berge of Sionsberg onder Dantumawoude (voor 1332)
- Madgalenaklooster te Nijmegen (1344)
- Sint-Antonis-boomgaard te Haarlem (1484)

## Bekende norbertijnen
- Norbertus van Gennep (ca. 1080–1134), bisschop en stichter van de Norbertijnen
- Frederik van Hallum (+1175), abt van Mariëngaarde
- Emo van Bloemhof (ca. 1175-1237), abt en kroniekschrijver
- Jan van Rotselaar, 13e eeuw, abt van Averbode
- Adrianus van Hilvarenbeek (1528–1572), een van de Martelaren van Gorcum, pastoor in Monster
- Jacobus Lacobs (1541–1572), een van de Martelaren van Gorcum
- Servais de Lairuelz (1561-1631), hervormer van de orde
- Johannes Moors (ca. 1581-1641), abt en onderhandelaar tijdens het Beleg van 's-Hertogenbosch
- Johann Zahn (1631–1707), schreef over de camera obscura en vond een camera uit
- Theodorus Ignatius Welvaarts (1840-1892), prior van de Abdij van Postel
- Gerlacus van den Elsen (1853–1925), prior van de Abdij van Berne
- Thomas Louis Heylen (1856–1941), bisschop van Namen van 1899 tot 1941
- Josef Ludwig Brems (1870-1958), bisschop van Denemarken, geboren te Testelt
- Daniël Jules Delestré (1881-1967), schreef talloze bijdragen over de geschiedenis van Grimbergen
- Daniel De Kesel (1912 - 1996), "nonkel Fons" van uitgeverij Averbode
- Werenfried van Straaten (1913–2003), oprichter van de Stichting Kerk in Nood/Oostpriesterhulp
- Jan Feyen (1920-1993), beiaardier
- Marcel van de Ven (1930-2000), abt-generaal
- Ton Baeten (1931-2018), abt Abdij van Berne

### Norbertijnse gemeenschappen
| Abdij/priorij             | Plaats           | Website         |
| ------------------------- | ---------------- | --------------- |
| Abdij van Averbode        | Averbode         | Website Abdij   |
| Abdij van Berne           | Heeswijk-Dinther | Website Abdij   |
| Abdij van Grimbergen      | Grimbergen       | Website Abdij   |
| Abdij van 't Park         | Leuven           | Website Abdij   |
| Abdij van Postel          | Mol              | Website Abdij   |
| Abdij van Tongerlo        | Tongerlo         | Website Abdij   |
| Priorij De Essenburgh     | Hierden          | Website Priorij |
| Priorij De Schans         | Tilburg          | Website Priorij |
| Priorij Sint-Catharinadal | Oosterhout       | Website Priorij |

### Orde
- (en)  Website van de orde
- Informatie over de heiligen en zaligen van de orde
- (de) Reiseführer zu Klöstern des Prämonstratenser-Ordens